# Volver a caer
Volver a caer es una serie de televisión por internet dramática mexicana producida por Endemol Shine Boomdog y Cholawood Productions para la plataforma de streaming de TelevisaUnivision, Vix. La serie está basada en la novela Anna Karenina de Leo Tolstoy de 1877, siendo adaptado por Almudena Ocaña y Aurora García Tortosa. La serie se lanzó a través de Vix desde el 20 de enero hasta el 24 de febrero de 2023.
Está protagonizada por Kate del Castillo, Maxi Iglesias y Rubén Zamora, junto con un reparto coral.

## Premisa
Anna Montes de Oca es una clavadista mexicana ganadora de una medalla de oro que se enamora de Vico, un joven músico. Debido al rechazo de la sociedad a su romance, Anna y Vico emprenden un viaje de autodescubrimiento.

## Reparto

### Principales
- Kate del Castillo como Anna Montes de Oca
- Maxi Iglesias como Vico
- Rubén Zamora como Jandro
- Lucía Gómez Robledo como Kiti
- Edwarda Gurrola como Dolly
- Martín Altomaro como Óscar
- Daniel Tovar como Levin
- Alessandro Islas como Leo
- Verónica Terán como Ileana

### Recurrentes e invitados especiales
- Luis Rábago como Jorge
- Camila Nuñez como Lola
- André Tavera como Daniel
- Patricio Lucio como Santiago
- Mario Alberto Monroy como Nicolás
- Bárbara López como Mia
- Mar Carrera como Eva
- Karen Leone como Elsa
- Alan Gutiérrez como Adolfo
- Sofía Rivera Torres como Mujer de ventas
- Marcela Ruiz como Juliette

## Episodios
| N.º | Título                  | Fecha de lanzamiento original |
| --- | ----------------------- | ----------------------------- |
| 1 | «Un segundo y medio»    | 20 de enero de 2023           |
| Ana viaja a San Gabriel para ayudar a su hermano con su matrimonio. Al llegar conoce a Vico, un joven músico con quien parece destinada a encontrarse. |                         |                               |
| 2 | «Lo siento»             | 20 de enero de 2023           |
| Vico deja a Kiti en San Gabriel para seguir a Ana a CDMX. A medida que los encuentros de Ana con Vico incrementan, la candidatura de Jandro peligra.   |                         |                               |
| 3 | «Una nueva vida»        | 27 de enero de 2023           |
| A pesar de confesarle la verdad, Jandro le pide a Ana negarlo todo hasta que pasen las elecciones. Vico, sin embargo, no se toma bien esta farsa.      |                         |                               |
| 4 | «Lo que está por venir» | 3 de febrero de 2023          |
| Tras varios meses de embarazo, la vida con Vico no es lo que Ana esperaba y decide pasar un tiempo con Leo en casa de Jandro.                          |                         |                               |
| 5 | «Pide un deseo»         | 10 de febrero de 2023         |
| Jandro decide luchar legalmente por la custodia de Leo. Sin embargo, parece que su hijo no es lo único que Ana está a punto de perder.                 |                         |                               |
| 6 | «El final del viaje»    | 17 de febrero de 2023         |
| La batalla por Leo parece estar perdida para Ana, mientras su relación con Vico se derrumba. Ana, al borde del abismo, decide intentar una última vez. |                         |                               |

## Producción
El 11 de noviembre de 2021, se anunció que Pantaya y Endemol Shine Boomdog coproducirían una adaptación de la novela Anna Karenina de León Tolstoi de 1877, basada en la adaptación televisiva australiana de 2015 The Beautiful Lie. El 23 de marzo de 2022 comenzó el rodaje de la serie en la Ciudad de México y el elenco se anunció el mismo día. El 15 de diciembre de 2022, se anunció que la serie se estrenaría en Vix+, luego de la adquisición de Pantaya por parte de TelevisaUnivision. El 2 de enero de 2023, se anunció que la serie se lanzaría el 20 de enero de 2023.

## Premios y nominaciones

### Premios PRODU 2023
| Categoría                                           | Nominados     | Resultados |
| --------------------------------------------------- | ------------- | ---------- |
| Mejor serie dramática                               | Volver a caer | Pendiente  |
| Mejor actor principal - Serie y miniserie dramática | Maxi Iglesias | Pendiente  |